# Channel Islands National Park
Channel Islands National Park er en nationalpark som består af fem af de otte kanaløer i delstaten Californien, USA. Parken blev etableret 5. marts 1980, og er på  2.493 km², hvoraf halvdelen ligger under havoverfladen. Selv om øerne er nær kysten af det tæt befolkede Sydcalifornien, er øerne alligevel så isoleret og forladt at de er forholdsvis uudviklet sammenlignet med fastlandet.
Øerne i parken strækker sig langs den sydlige kyst til Californien fra Point Conception i nærheden af Santa Barbara og helt til San Pedro som er i nabolaget til Los Angeles. Parkens hovedkvarter ligger i byen Ventura. Øerne har et unikt middelhavsagtigt økosystem. Oprindelig blev øerne bosat af chumashfolket.
Channel Islands National Park har en lang række betydelige naturlige og kulturelle resurser. Den blev udpeget som et US National Monument den 26. april 1938 og den blev et Biosfærereservat i 1976. Parken blev forfremmet til en nationalpark den 5. marts 1980. 
Der er fundet mere end 2.000 arter af planter og dyr i parken. Tre af pattedyrene er endemisk til øerne, og i alt er   145 af arterne helt unikke for øerne og er ikke fundet andre steder på kloden. Det marine liv i havet omkring øerne varierer fra bittesmå mikroskopiske plankton til den udrydningstruede blåhval. 